# Родригес, Роберт
Ро́берт Э́нтони Родри́гес (англ. Robert Anthony Rodriguez; род. 20 июня 1968, Сан-Антонио, Техас, США) — американский кинорежиссёр, сценарист, кинопродюсер, кинооператор и композитор. Номинант на премию «Сатурн» в категории «Лучший режиссёр».
Больше всего известен работами в жанре криминального боевика, зачастую с чёрным юмором и элементами ужасов, такими, как «Город грехов», «Отчаянный», «От заката до рассвета», «Мачете», а также серией детских фильмов «Дети шпионов». Родригес часто сотрудничает с Квентином Тарантино, своим близким другом. Также, в 2013 году Родригес основал свой собственный телеканал под названием El Rey Network.

## Биография
Родился 20 июня 1968 в г. Сан-Антонио, (штат Техас, США) в многодетной семье американцев мексиканского происхождения (10 детей). Мать — медсестра, отец — продавец.
В 1991 году он, получив $3 000 за медицинские эксперименты над собой и скооперировавшись со своим другом Карлосом Гальярдо (который добавил $4 000 за продажу участка земли), за 14 дней снял фильм «Музыкант» на испанском языке. Руководство ICM увидело этот фильм и заключило в 1993 году с Робертом контракт. Вскоре вышла голливудская адаптация фильма — «Отчаянный». Незадолго до этого Роберт познакомился с режиссёром Квентином Тарантино. Последний снялся в эпизоде «Отчаянного», после чего режиссёры тесно общаются и участвуют в совместных проектах (в качестве сорежиссёров в «Четырёх комнатах» и «Грайндхаусе»). У них сложились своеобразные отношения. Так, Тарантино заплатил как композитору «Убить Билла. Фильм 2» Родригесу $1, но Роберт тоже отличился и заплатил Тарантино как приглашённому режиссёру в «Городе грехов» тоже $1, да ещё пообещал, что в следующий раз всё будет уже по-серьёзному и он заплатит Квентину $2.
Именно из-за «Города грехов» Родригес стал единственным режиссёром, который добровольно покинул Гильдию режиссёров Америки (ГРА): ГРА запретила ему указать в титрах этого фильма сорежиссёром Фрэнка Миллера.
Роберт Родригес рано женился на Элизабет Авеллан, которая тоже родилась в многодетной семье. От многих проектов пришлось отказаться из-за личной жизни. У Роберта и Элизабет пятеро детей: четыре сына — Рокет Валентино (род. 14.09.1995), Рэйсер Максимилиано (род. 16.04.1997), Рэбел Антонио (род. 1999), Роуг Хоаким (род. 2004); и дочь Рианнон Элизабет (род. 08.12.2005). В 2008 году пара развелась. Сейчас Роберт живёт в Остине, штат Техас, и продолжает снимать фильмы.

## Фильмография
Осенью 2015 года было объявлено, что Джеймс Кэмерон остаётся продюсером фильма Battle Angel, а снимать его в качестве режиссёра будет Роберт Родригес. Причиной такого решения названо отсутствие времени у Кэмерона в связи со съёмками сиквелов «Аватара».
Родригес известен своим особенным стилем работы, известным как «команда-из-одного-человека», заданный еще «Музыкантом» (вследствие чего сам называет это «стиль Марьячи»). Он выполняет большинство функций на съемочной площадке и за ее пределами, выступая сценаристом, режиссёром, оператором, звукооператором, композитором, монтажёром и звукомонтажёром, а также продюсером. Работать он предпочитает по ночам, будучи «совой» и отводя день на общение с детьми.
| Год  | Фильм                                                 | Оригинальное название                         | Роль                                                                     |
| ---- | ----------------------------------------------------- | --------------------------------------------- | ------------------------------------------------------------------------ |
| 1991 | «Изголовье»                                           | Bedhead                                       | режиссёр, сценарист, композитор                                          |
| 1992 | «Музыкант»                                            | El Mariachi                                   | режиссёр, продюсер, сценарист                                            |
| 1994 | «Гонщики»                                             | Roadracers                                    | режиссёр, сценарист                                                      |
| 1995 | «Отчаянный»                                           | Desperado                                     | режиссёр, продюсер, сценарист                                            |
| 1995 | «Четыре комнаты»                                      | Four Rooms                                    | режиссёр и сценарист (эпизод «Нарушители спокойствия» / The Misbehavers) |
| 1996 | «От заката до рассвета»                               | From Dusk Till Dawn                           | режиссёр, исполнительный продюсер                                        |
| 1998 | «Факультет»                                           | The Faculty                                   | режиссёр, продюсер                                                       |
| 1999 | «От заката до рассвета 2: Кровавые деньги Техаса»     | From Dusk Till Dawn 2: Texas Blood Money      | исполнительный продюсер                                                  |
| 2000 | «От заката до рассвета 3: Дочь палача»                | From Dusk Till Dawn 3: The Hangman’s Daughter | исполнительный продюсер, сценарист                                       |
| 2001 | «Дети шпионов»                                        | Spy Kids                                      | режиссёр, продюсер, сценарист, композитор                                |
| 2002 | «Дети шпионов 2: Остров несбывшихся надежд»           | Spy Kids 2: Island of Lost Dreams             | режиссёр, продюсер, сценарист, композитор                                |
| 2003 | «Дети шпионов 3: Игра окончена»                       | Spy Kids 3-D: Game Over                       | режиссёр, продюсер, сценарист, композитор                                |
| 2003 |                                                       | Del Castillo: Live                            | режиссёр                                                                 |
| 2003 | «Однажды в Мексике»                                   | Once Upon a Time in Mexico                    | режиссёр, продюсер, сценарист, композитор                                |
| 2004 | «Убить Билла. Фильм 2»                                | Kill Bill: Vol. 2                             | композитор                                                               |
| 2005 | «Город грехов»                                        | Sin City                                      | режиссёр, композитор                                                     |
| 2005 | «Приключения Шаркбоя и Лавы»                          | The Adventures of Sharkboy and Lavagirl 3-D   | режиссёр, сценарист, композитор                                          |
| 2007 | «Планета страха»                                      | Planet Terror                                 | режиссёр, продюсер, сценарист, композитор, оператор                      |
| 2007 | «Доказательство смерти»                               | Death Proof                                   | продюсер                                                                 |
| 2009 | «Камень желаний»                                      | Shorts                                        | режиссёр, продюсер, сценарист, оператор, композитор                      |
| 2010 | «Хищники»                                             | Predators                                     | продюсер, сценарист                                                      |
| 2010 | «Мачете»                                              | Machete                                       | режиссёр, продюсер, сценарист, оператор, композитор                      |
| 2011 | «Дети шпионов 4D»                                     | Spy Kids 4: All the Time in the World         | режиссёр, продюсер, сценарист, оператор, композитор                      |
| 2013 | «Мачете убивает»                                      | Machete Kills                                 | режиссёр, продюсер, оператор, композитор                                 |
| 2014 | «Город грехов 2: Женщина, ради которой стоит убивать» | Sin City: A Dame to Kill For                  | режиссёр, продюсер, оператор, композитор, монтажёр                       |
| 2014 | «Режиссёрское кресло»                                 | The Director's Chair                          | режиссёр, ведущий                                                        |
| 2014 | «Матадор»                                             | Matador                                       | продюсер, исполнительный продюсер                                        |
| 2014 | «Lucha Underground»                                   | Lucha Underground                             | режиссёр, сценарист, продюсер                                            |
| 2014 | «От заката до рассвета: Сериал»                       | From Dusk Till Dawn: The Series               | режиссёр, сценарист, продюсер                                            |
| 2018 | «Красный-11»                                          | Red 11                                        | режиссёр, сценарист                                                      |
| 2019 | «Алита: Боевой ангел»                                 | Alita: Battle Angel                           | режиссёр, продюсер                                                       |
| 2020 | «Мы можем быть героями»                               | We Can Be Heroes                              | режиссёр, сценарист, продюсер                                            |
| 2023 | «Гипнотик»                                            | Hypnotic                                      | режиссёр, сценарист, продюсер                                            |
| 2023 | «Дети шпионов: Армагеддон»                            | Spy Kids: Armageddon                          | режиссёр, продюсер, сценарист, оператор, композитор, монтажёр            |
| 2115 | «100 лет»                                             | 100 Years                                     | режиссёр                                                                 |